# Chiesa di San Giovanni Battista (Sarzana)
La chiesa di San Giovanni Battista - o dei Cappuccini - è un luogo di culto cattolico situato nel comune di Sarzana, in via Cappuccini, in provincia della Spezia.

## Storia e descrizione

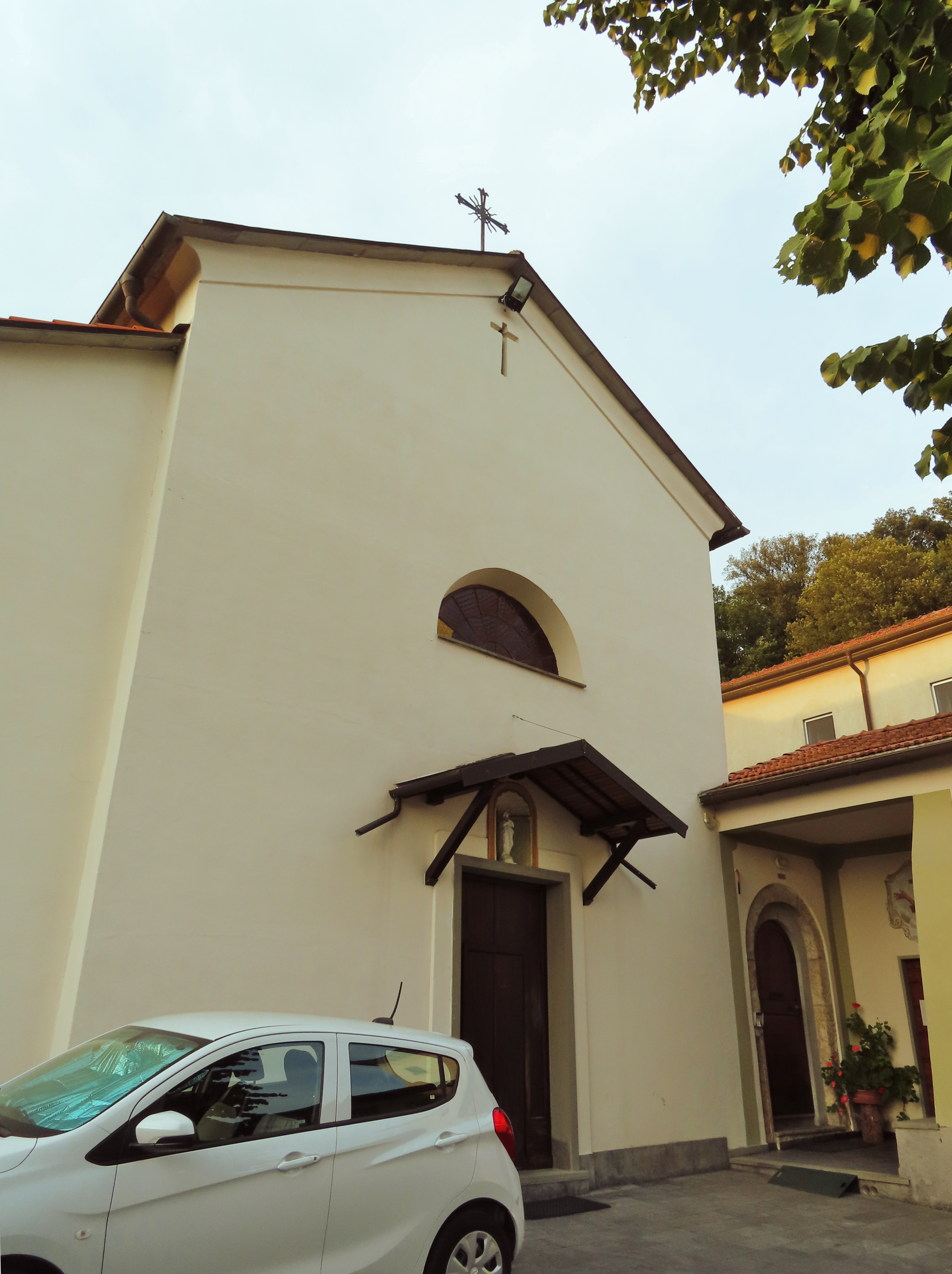
Facciata

Posizionato su un pendio collinare al di fuori del borgo storico sarzanese, il complesso fu voluto nel XVI secolo dal patrizio locale Francesco Mascardi. Nel 1578 l'edificio poté considerarsi ultimato e, dopo la solenne consacrazione, aperto al culto religioso.
Tra le opere conservate nella chiesa - conosciuta localmente anche come la chiesa dei Cappuccini - una tela del genovese Giovanni Battista Paggi ritraente la Madonna col Bambino tra i santi Giovanni Battista e Francesco, databile al 1615, un dipinto (nel primo altare) del sarzanese Domenico Fiasella raffigurante la Madonna col Bambino tra i santi Francesco e Felice da Cantalice e un'altra tela attribuita a Baccio Ciarpi (nel secondo altare) raffigurante San Carlo Borromeo che prega per la fine della peste, databile al 1613.